# 주곡초등학교
주곡초등학교는 대한민국 경기도 남양주시 진접읍 해밀예당1로 277 에 있는 공립 초등학교이다.

## 학교 연혁
- 2010년 3월 5일: 개교

## 참고 자료
- 주곡초등학교 - 한국교육학술정보원 학교알리미